# Hyères
Hyéres je francouzské město v departementu Var, v Provence-Alpes-Côte d'Azur.

## Geografie
Leží při ústí řeky Gapeau do Středozemního moře.
Části obce: Les Borrels, Sauvebonne, Le Port, L'Almanarre, Les Salins, L'Ayguade, La Capte, Giens, Porquerolles, Port-Cros, Le Levant.
Sousední obce: La Crau, Pierrefeu-du-Var, La Londe-les-Maures a Carqueiranne.

## Vývoj počtu obyvatel
Počet obyvatel

## Ekonomika
Je zde velký trh s řezanými květinami, významné je i vinařství. Hyères je lázeňským centrem.

## Partnerská města
- Koekelberg
- Rottweil